# GNOME Files
Arquivos do GNOME (em inglês chamado GNOME Files, anteriormente e internamente chamado Nautilus) é o gerenciador de arquivos oficial do ambiente de desktop GNOME, funcionando principalmente para sistemas operacionais Linux, lançado em 2001.
O Arquivos do GNOME é licenciado sob os termos da Licença Pública Geral GNU, versão 3 e é software livre.